# Skillnader mellan finska och svenska
Svenska och finska skiljer sig åt på ett antal sätt, eftersom de två språken tillhör olika språkfamiljer. Genom geografisk närhet har de genom historien påverkat varandra, även om grundläggande skillnader mellan språken kvarstår.
Även om svenskan och finskan har samma grammatiska uttryckssätt som singular och plural, behöver inte en singularform bli singular på det andra språket. Bestämningar till substantiv i svenskan – med preposition och ytterligare substantiv – blir i en del fall ett substantiv i ett särskilt kasus, men det finns också andra konstruktioner.

## Skillnader inumerus
En del ord är i singular i svenska men måste vara i plural i finska. Det kan röra sig om föremål som består av två delar (jämför byxor som blir housut i plural på finska) eller sammankomster av personer. 
| Svenska  | Finska    |
| -------- | --------- |
| pincett  | pinsetit  |
| tång     | tongit    |
| stege    | tikkaat   |
| bår      | paarit    |
| bröllop  | häät      |
| bjudning | kutsut    |
| marknad  | markkinat |

## Svenska prepositionsattributs motsvarigheter på finska
Det är konstruktioner med ett substantiv som på svenska bestäms av en preposition och efterföljande substantiv. De kan översättas till finska på olika sätt.

### Lokalkasusattribut
Det är den naturliga motsvarigheten men behöver ett substantiv som har bildats av ett verb.
Diskussionen om den kommande reformen var livlig blir Keskustelu tulevasta uudistuksesta oli vilkasta.

### Genitivattribut
Substantivet som kommer efter huvudordet sätts i genitiv och placeras före huvudordet.
| Svenska                 | Finska                  | Ordagrant       |
| ----------------------- | ----------------------- | --------------- |
| domkyrkan i Åbo         | Turun tuomiokirkko      | Åbo domkyrka    |
| ägaren till båten       | veneen omistaja         | båtens ägare    |
| besöket i Sovjetunionen | Neuvostoliiton-vierailu | Sovjets-besöket |

### Adjektivattribut
Substantivet efter huvudordet görs om till ett adjektiv som placeras framför huvudordet. Som adjektiv räknas här också presens particip av verb.
| Svenska                 | Finska                   | Ordagrant                          |
| ----------------------- | ------------------------ | ---------------------------------- |
| ett barn i skolåldern   | kouluikäinen lapsi       | "skolåldrigt" barn                 |
| flickan med röda kinder | punaposkinen tyttö       | rödkindad flicka                   |
| vägen genom skogen      | metsän halki johtava tie | "den genom skogen ledande vägen"   |
| människorna på landet   | maalla asuvat ihmiset    | "de på landet levande människorna" |

### Partitiv- och elativattribut
Ett kilo fisk och en del av männen blir kilo kalaa (kaloja) och osa miehistä.

### Bisatsattribut
Attributet skriv om genom en relativbisats.
| Svenska                       | Finska                                          | Ordagrant                                    |
| ----------------------------- | ----------------------------------------------- | -------------------------------------------- |
| ett företag med stora skatter | yritys, jolla on suuret verot                   | ett företag som har stora skatter            |
| vågbrytare av betongpontoner  | aallonmurtaja, joka on tehty betoniponttoneista | en vågbrytare som är gjord av betongpontoner |

### Sammansatt ord
I finskan används ett sammansatt ord.
| Svenska            | Finska     | Ordagrant   |
| ------------------ | ---------- | ----------- |
| en familj med barn | lapsiperhe | barnfamilj  |
| bön om hjälp       | avunpyyntö | "hjälpsbön" |

### Adverbial
I finskan blir det två adverbial efter varandra i samma eller motsvarande kasus.
Han sände paketet till sina föräldrar i Åbo blir Hän lähetti paketin vanhemmilleen Turkuun. Både vanhemmilleen och Turkuun indikerar förändring då de är i allativ och elativ.

### Samordning av huvudord och attribut
Gädda med äggsås blir hauki ja munakastike ("gädda och äggsås").